# Mi–9
A Mi–9 (oroszul: Ми–9, NATO-kódja: Hip-G) a szovjet Mi–8T többcélú helikopteren alapuló légi vezetési pont, melyet 1977–1987 között gyártottak. A helikopter a hadosztály szintű katonai szervezetek vezetésének és törzsének kiszolgálására készült. A Szovjetunión kívül néhány szövetséges országban, így az NDK-ban és Csehszlovákiában is rendszeresítették.

## Története
A Mi–8-as as helikopteren alapuló légi vezetési pontokat először az 1970-es évek elején készítették el. Ezek a hasonló feladatkörben alkalmazott Mi–4VKP helikopterekkel szerzett tapasztalatokon alapultak. Az alapmodellt kiegészítő rádióberendezésekkel, rádiórelékkel és megnövelt kapacitású üzemanyagtartályokkal szerelték fel. A légi vezetési pont koncepcióját a hidegháborús időszakban a nukleáris háború lehetősége indokolta, az ilyen eszközök ugyanis a hadosztályok vezetésének nagyobb mozgékonyságot biztosítottak a szárazföldi járműveknél.
A Mi–8VKP-ból (ismert Mi–8VzPU jelzéssel is) csak néhány darabot készítettek. Ezek a szolgálatban álló Mi–8T átépítésével kapott gépek voltak. Külsőre az alapmodelltől a faroktartó alatt elhelyezett két nagy keretantenna, valamint a fegyvertartókra két oldalra rögzített négyzetes keresztmetszetű konténer különböztette meg, amelyek speciális elektronikai berendezéseket tartalmaztak. A helikoptert R–111-es, rövidhullámú, és R–405-ös, URH harckocsi-rádióval szerelték fel. A helikopter kabinjában alakították ki a hadosztály-törzs tagjainak és a híradós katonáknak a munkahelyeit. Az átalakításokat repülőgép-javító üzemek végezték, mint például a kaunasi repülőgép-javító üzem. 
A Mi–8VKP-t alapul véve a moszkvai Mil helikoptergyár 1977-ben dolgozta ki a sorozatgyártású légi vezetési pontot, ez a típus a Mi–9 típusjelzést kapta, de Mi–8IV jelzéssel is ismert. Ezeket a gépeket a rakéta-hadosztályok, a gépesített lövész-, valamint a harckocsi-hadosztályok parancsnokságai használták. A sorozatgyártást a Kazanyi Helikoptergyár végezte 1978-tól. 
1986-ban készítették el a modernizált Mi–8TM helikopteren alapuló légi vezetési pontot a gépesített és harckocsi-hadosztályok parancsnokságai számára. Ezt már számítógép vezérlésű automatizált távközlési rendszerrel szerelték fel. 1988-ban készült el ennek a hadászati rakétacsapatok számára szánt változata, a Mi–19R Mindkét típust az Ulan-udei Repülőgépgyár gyártotta 1992-ig.
A Mi–9, Mi–19 és Mi–19R típusokból összesen kb. 150 db készült.

## Jellemzői

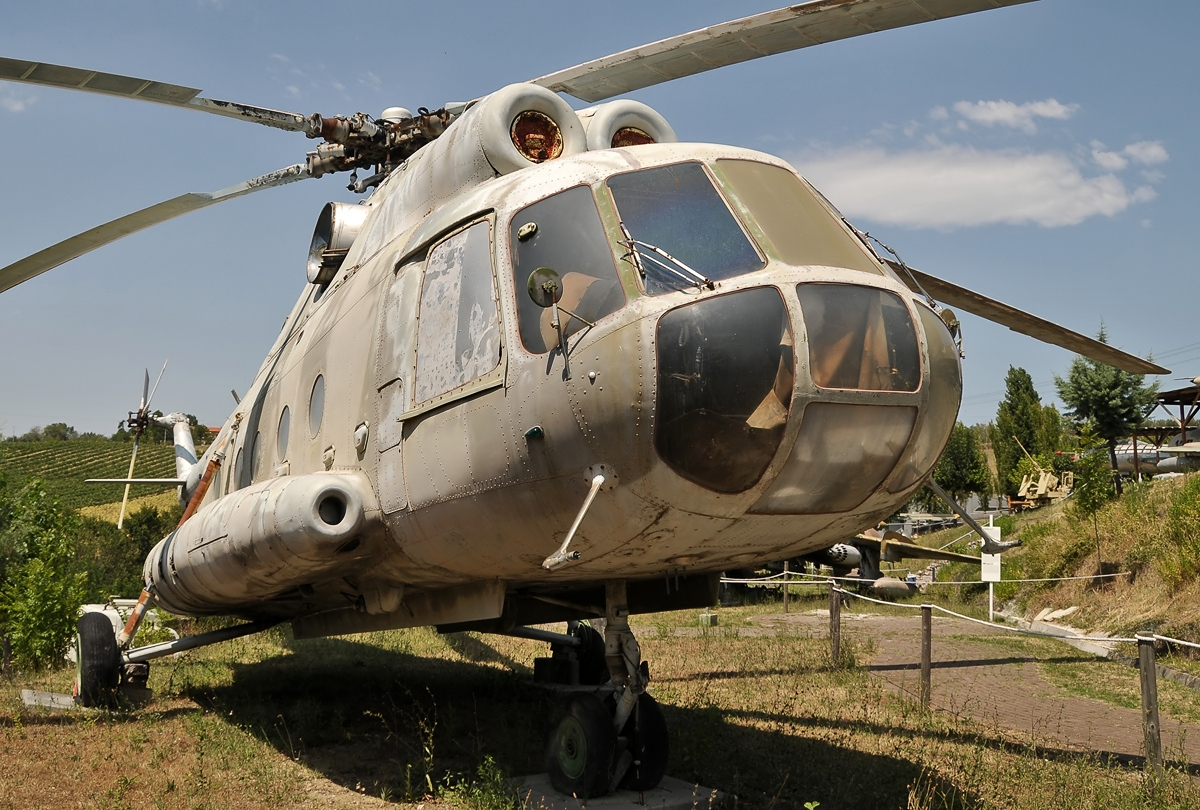
Egykori kelet-német Mi–9-es múzeumban kiállítva. Jól láthatók a törzs alatt végigfutó antennák

A helikopter a Mi–8T és a Mi–8P keveréke volt. Pl. a Mi–8P-ből származik a hátsó teherajtón elhelyezett utasajtó. A helikoptert az Ivolga kódnevű távközlési rendszerrel szerelték fel, amely többek között tartalmazta az R–111, az R–171, R–405, R–415 és R–856-os rádióállomásokat. A rádióberendezésekhez számos antennát szereltek fel a géptestre. A törzsön és a faroktartón elhelyezett keretantennákon kívül jellegzetessége a törzs alsó részén végighúzódó két nagyméretű antenna. Emellett a helikoptert ellátták külön teleszkópantennával, amelyet a földön lehetett használni. Az elektronikai berendezések földi energiaellátására a törzs hátsó részébe egy AI–8 típusú fedélzeti segédhajtóművet építettek be. A helikopter szerkezeti kialakítása és repülési jellemzői nagyrészt megegyeznek a Mi–8 adataival.

## Típusváltozatok
- Mi–8VKP – csapatszolgálatban lévő, légi vezetési ponttá átalakított helikopterek
- Mi–9 – sorozatgyártású változat
- Mi–19 – modernizált változat a gépesített lövész- és harckocsi-hadosztályok számára
- Mi–19R – modernizált változat a rakéta-hadosztályok számára